# Southgate (Kentucky)
Pour les articles homonymes, voir Southgate.
Southgate est une ville du Comté de Campbell dans le Kentucky, en banlieue Sud de Cincinnati.
Le nom vient de Richard Southgate, sénateur mort en 1857.
La population était de 3 803 habitants en 2010.